# Cercoceracris nitidula
Cercoceracris nitidula är en insektsart som beskrevs av Marius Descamps 1976. Cercoceracris nitidula ingår i släktet Cercoceracris och familjen gräshoppor. Inga underarter finns listade i Catalogue of Life.